# Arthur C. Clarke-díj
Az Arthur C. Clarke-díj (angolul: Arthur C. Clarke Award) egy brit irodalmi díj, amelyet a legjobbnak ítélt scifi-regényért osztanak. A díjért azok a regények indulhatnak, amiket az előző évben adtak ki az Egyesült Királyságban. A díj létrehozását Arthur C. Clarke író hagyta jóvá. A díjat megítélő zsűri tagjait a British Science Fiction Association és a Science Fiction Foundation nevű szervezetek, valamint a Science Museum of London adják. A díj adminisztratív részét a Serendip Foundation felügyeli. A győztes pénzjutalmat is kap a díj mellé, amelynek összege az éppen aktuális év fontban (tehát például 2008-ban ez 2008 font).

## Díjazottak és jelöltek
(A díjazottak félkövérrel vannak jelölve)
- 1987: The Handmaid's Tale (A szolgálólány meséje), szerző: Margaret Atwood
  - The Ragged Astronauts, szerző: Bob Shaw
  - Eon, szerző: Greg Bear
  - Stars in my Pocket like Grains of Sand, szerző: Samuel R. Delany
  - Escape Plans, szerző: Gwyneth Jones
  - The Memory of Whiteness, szerző: Kim Stanley Robinson
  - Queen of the States, szerző: Josephine Saxton
  - Green Eyes, szerző: Lucius Shepard
- 1988: The Sea and Summer, szerző: George Turner
  - Fiasco (A kudarc), szerző: Stanisław Lem
  - Ancient of Days, szerző: Michael Bishop
  - Aegypt, szerző: John Crowley
  - Replay (Időcsapda), szerző: Ken Grimwood
  - Grainne, szerző: Keith Roberts
  - Memoirs of an Invisible Man, szerző: H.F. Saint
- 1989: Unquenchable Fire, szerző: Rachel Pollack
  - Empire of Fear, szerző: Brian Stableford
  - Philip K. Dick is Dead, Alas, szerző: Michael Bishop
  - Rumours of Spring, szerző: Richard Grant
  - Kairos, szerző: Gwyneth Jones
  - Life During Wartime, szerző: Lucius Shepard
  - Whores of Babylon, szerző: Ian Watson
- 1990: The Child Garden, szerző: Geoff Ryman(győztes)
  - A Child Across the Sky, szerző: Jonathan Carroll
  - A Mask for the General, szerző: Lisa Goldstein
  - Desolation Road, szerző: Ian McDonald
  - Soldiers of Paradise, szerző: Paul Park
  - Ivory: A Legend of Past and Future (Agyarak), szerző: Mike Resnick
  - Neverness, szerző: David Zindell
- 1991:Take Back Plenty, szerző: Colin Greenland(győztes)
  - Rats & Gargoyles, szerző: Mary Gentle
  - Use of Weapons (Fegyver a kézben), szerző: Iain M. Banks
  - Red Spider, White Web, szerző: Mischa
  - Farewell Horizontal (Isten veled, láthatár), szerző: K.W. Jeter
  - The City, Not Long After, szerző: Pat Murphy
- 1992: Synners, szerző: Pat Cadigan
  - Eternal Light, szerző: Paul J. McAuley
  - Raft, szerző: Stephen Baxter
  - White Queen, szerző: Gwyneth Jones
  - Subterranean Gallery, szerző: Richard Paul Russo
  - The Hyperion Cantos, szerző: Dan Simmons
- 1993: Body of Glass, szerző: Marge Piercy
  - Red Mars (Vörös Mars), szerző: Kim Stanley Robinson
  - Hearts, Hands and Voices, szerző: Ian McDonald
  - Destroying Angel, szerző: Richard Paul Russo
  - Stations of the Tide, szerző: Michael Swanwick
  - Correspondence, szerző: Sue Thomas
  - Lost Futures, szerző: Lisa Tuttle
  - Doomsday Book (Ítélet könyve), szerző: Connie Willis
- 1994: Vurt (Vurt), szerző: Jeff Noon
  - A Million Open Doors, szerző: John Barnes
  - Ammonite, szerző: Nicola Griffith
  - Snow Crash (Snow Crash), szerző: Neal Stephenson
  - The Iron Dragon's Daughter, szerző: Michael Swanwick
  - The Broken God, szerző: David Zindell
- 1995: Fools, szerző: Pat Cadigan
  - Mother of Storms, szerző: John Barnes
  - North Wind, szerző: Gwyneth Jones
  - Pasquale's Angel, szerző: Paul J. McAuley
  - Towing Jehovah, szerző: James Morrow
  - Alien Influences, szerző: Kristine Kathryn Rusch
- 1996: Fairyland, szerző: Paul J. McAuley
  - The Star Fraction, szerző: Ken MacLeod
  - Happy Policeman, szerző: Patricia Anthony
  - The Time Ships (Időhajók), szerző: Stephen Baxter
  - The Prestige (A tökéletes trükk), szerző: Christopher Priest
  - The Diamond Age (Gyémántkor), szerző: Neal Stephenson
- 1997: The Calcutta Chromosome, szerző: Amitav Ghosh
  - Voyage, szerző: Stephen Baxter
  - Engines of God (Emlékmű a csillagokban), szerző: Jack McDevitt
  - Blue Mars, szerző: Kim Stanley Robinson
  - Gibbon's Decline and Fall, szerző: Sheri S. Tepper
  - Looking for the Mahdi, szerző: N. Lee Wood
- 1998: The Sparrow (Verebecske), szerző: Mary Doria Russell
  - Titan, szerző: Stephen Baxter
  - Glimmering, szerző: Elizabeth Hand
  - Days, szerző: James Lovegrove
  - Nymphomation, szerző: Jeff Noon
  - The Family Tree, szerző: Sheri S. Tepper
- 1999: Dreaming In Smoke, szerző: Tricia Sullivan
  - Earth Made Of Glass, szerző: John Barnes
  - Time On My Hands, szerző: Peter Delacorte
  - The Cassini Division, szerző: Ken MacLeod
  - The Extremes, szerző: Christopher Priest
  - Cavalcade, szerző: Alison Sinclair
- 2000: Distraction, szerző: Bruce Sterling
  - Time, szerző: Stephen Baxter
  - The Bones of Time, szerző: Kathleen Ann Goonan
  - Silver Screen, szerző: Justina Robson
  - Cryptonomicon, szerző: Neal Stephenson
  - A Deepness In The Sky, szerző: Vernor Vinge
- 2001: Perdido Street Station (Perdido Pályaudvar, végállomás), szerző: China Miéville
  - Parable Of The Talents, szerző: Octavia E. Butler
  - Ash: A Secret History, szerző: Mary Gentle
  - Cosmonaut Keep (Kozmonauták vára), szerző: Ken MacLeod
  - Revelation Space (Jelenések tere), szerző: Alastair Reynolds
  - Salt, szerző: Adam Roberts
- 2002: Bold As Love, szerző: Gwyneth Jones
  - Pashazade, szerző: Jon Courtenay Grimwood
  - Fallen Dragon (A földre hullt sárkány), szerző: Peter F. Hamilton
  - The Secret of Life, szerző: Paul McAuley
  - Mappa Mundi, szerző: Justina Robson
  - Passage, szerző: Connie Willis
- 2003: The Separation, szerző: Christopher Priest
  - Kil'n People (Dettó), szerző: David Brin
  - Light (Fény), szerző: M. John Harrison
  - The Scar (Armada), szerző: China Miéville
  - The Speed of Dark (A sötét sebessége), szerző: Elizabeth Moon
  - The Years of Rice and Salt (A rizs és a só évei), szerző: Kim Stanley Robinson
- 2004: Quicksilver, szerző: Neal Stephenson
  - Coalescent, szerző: Stephen Baxter
  - Darwin's Children, szerző: Greg Bear
  - Pattern Recognition (Trendvadász), szerző: William Gibson
  - Midnight Lamp, szerző: Gwyneth Jones
  - Maul, szerző: Tricia Sullivan
- 2005: Iron Council (Vastanács), szerző: China Miéville
  - River of Gods, szerző: Ian McDonald
  - Cloud Atlas (Felhőatlasz), szerző: David Mitchell
  - Market Forces, szerző: Richard Morgan
  - The Time Traveler's Wife (Az időutazó felesége), szerző: Audrey Niffenegger
  - The System of the World, szerző: Neal Stephenson
- 2006: Air (Levegő), szerző: Geoff Ryman
  - Never Let Me Go (Ne engedj el...), szerző: Kazuo Ishiguro
  - Learning The World, szerző: Ken MacLeod
  - Pushing Ice, szerző: Alastair Reynolds
  - Accelerando (Accelerando), szerző: Charles Stross
  - Banner Of Souls, szerző: Liz Williams
- 2007: Nova Swing, szerző: M. John Harrison
  - End of the World Blues, szerző: Jon Courtenay Grimwood
  - Oh Pure and Radiant, szerző: Heart Lydia Millet
  - Hav, szerző: Jan Morris
  - Gradisil, szerző: Adam Roberts
  - Streaking, szerző: Brian Stableford
- 2008: Black Man (A fekete férfi), szerző: Richard Morgan
  - The Red Men, szerző: Matthew de Abaitua
  - The H-Bomb Girl, szerző: Stephen Baxter
  - The Carhullan Army, szerző: Sarah Hall
  - The Raw Shark Texts (CáPaca: Rorschach-játszmák), szerző: Steven Hall
  - The Execution Channel, szerző: Ken MacLeod
- 2009: Song of Time, szerző: Ian R. MacLeod
  - The Quiet War, szerző: Paul McAuley
  - House of Suns (Napok háza), szerző: Alastair Reynolds
  - Anathem, szerző: Neal Stephenson
  - The Margarets, szerző: Sheri S. Tepper
  - Martin Martin’s on the Other Side, szerző: Mark Wernham
- 2010: The City & The City (A város és a város között), szerző: China Miéville
  - Spirit, szerző: Gwyneth Jones
  - Yellow Blue Tibia, szerző: Adam Roberts
  - Galileo's Dream, szerző: Kim Stanley Robinson
  - Far North, szerző: Marcel Theroux
  - Retribution Falls, szerző: Chris Wooding
- 2011: Zoo City (Zoo City), szerző: Lauren Beukes
  - The Dervish House (A dervisház), szerző: Ian McDonald
  - Monsters of Men (Háború a békéért), szerző: Patrick Ness
  - Generosity, szerző: Richard Powers
  - Declare, szerző: Tim Powers
  - Lightborn, szerző: Tricia Sullivan
- 2012: The Testament of Jessie Lamb (Jessie Lamb testamentuma), szerző: Jane Rogers
  - Hull Zero Three, szerző: Greg Bear
  - The End Specialist, szerző: Drew Magary
  - Embassytown (Konzulváros), szerző: China Miéville
  - Rule 34, szerző: Charles Stross
  - The Waters Rising, szerző: Sheri S. Tepper
- 2013: Dark Eden (Sötét Éden), szerző: Chris Beckett
  - 2312 (2312), szerző: Kim Stanley Robinson
  - Angelmaker, szerző: Nick Harkaway
  - The Dog Stars (Kutya csillagkép), szerző: Peter Heller
  - Intrusion, szerző: Ken MacLeod
  - Nod (Álmatlanok), szerző: Adrian Barnes
- 2014: Ancillary Justice (Mellékes igazság), szerző: Ann Leckie
  - God's War, szerző: Kameron Hurley
  - The Disestablishment of Paradise, szerző: Phillip Mann
  - Nexus (Nexus), szerző: Ramez Naam
  - The Adjacent, szerző: Christopher Priest
  - The Machine, szerző: James Smythe
- 2015: Station Eleven (Tizenegyes állomás), szerző: Emily St. John Mandel
  - The Book of Strange New Things, szerző: Michel Faber
  - Europe in Autumn (Embercsempészek), szerző: Dave Hutchinson
  - The First Fifteen Lives of Harry August (Harry August csodálatos élete), szerző: Claire North
  - The Girl with All the Gifts (Kiéhezettek), szerző: M. R. Carey
  - Memory of Water, szerző: Emmi Itäranta
- 2016: Children of Time (Az idő gyermekei), szerző: Adrian Tchaikovsky
  - The Long Way to a Small Angry Planet, szerző: Becky Chambers
  - Europe at Midnight, szerző: Dave Hutchinson
  - The Book of Phoenix, szerző: Nnedi Okorafor
  - Arcadia, szerző: Iain Pears
  - Way Down Dark, szerző: James Smythe
- 2017: The Underground Railroad (A föld alatti vasút), szerző: Colson Whitehead
  - A Closed and Common Orbit, szerző: Becky Chambers
  - Ninefox Gambit (Vezércsel), szerző: Yoon Ha Lee
  - After Atlas, szerző: Emma Newman
  - Occupy Me, szerző: Tricia Sullivan
  - Central Station, szerző: Láví Tidhár
- 2018: Dreams Before the Start of Time, szerző: Anne Charnock
  - American War, szerző: Omar El Akkad
  - Borne (Borne), szerző: Jeff VanderMeer
  - Gather the Daughters (Lányok csöndje), szerző: Jennie Melamed
  - Sea of Rust, szerző: C. Robert Cargill
  - Spaceman of Bohemia, szerző: Jaroslav Kalfar
- 2019: Rosewater, szerző: Tade Thompson
  - Semiosis, szerző: Sue Burke
  - Revenant Gun, szerző: Yoon Ha Lee
  - Frankenstein in Baghdad (Frankenstein Bagdadban), szerző: Ahmed Szadavi
  - The Electric State (Elektronikus állam), szerző: Simon Stålenhag
  - The Loosening Skin, szerző: Aliya Whiteley